# Jardin du Carrousel
Le jardin du Carrousel est un espace aménagé à l'est du  jardin des Tuileries, entre l'aile Marsan et l'aile de Flore du musée du Louvre à Paris, en France.

## Situation et accès
Le jardin du Carrousel est situé à l'est du jardin des Tuileries, après l'avenue du Général-Lemonnier (partiellement en tunnel à cet endroit) ; il est légèrement en surplomb du reste du jardin. Il est séparé du musée du Louvre, à l'est, par la place du Carrousel. Le jardin est bordé au sud par les pavillons de Flore et de la Trémoille, et au nord par les pavillons de Marsan et de Rohan. Une partie du Carrousel du Louvre est construit sous le jardin. 

Plan du jardin et du Carrousel du Louvre.

## Historique
Après avoir été incendié en 1871, le palais des Tuileries est rasé en 1883. Un jardin est aménagé sur le vaste emplacement ainsi dégagé.

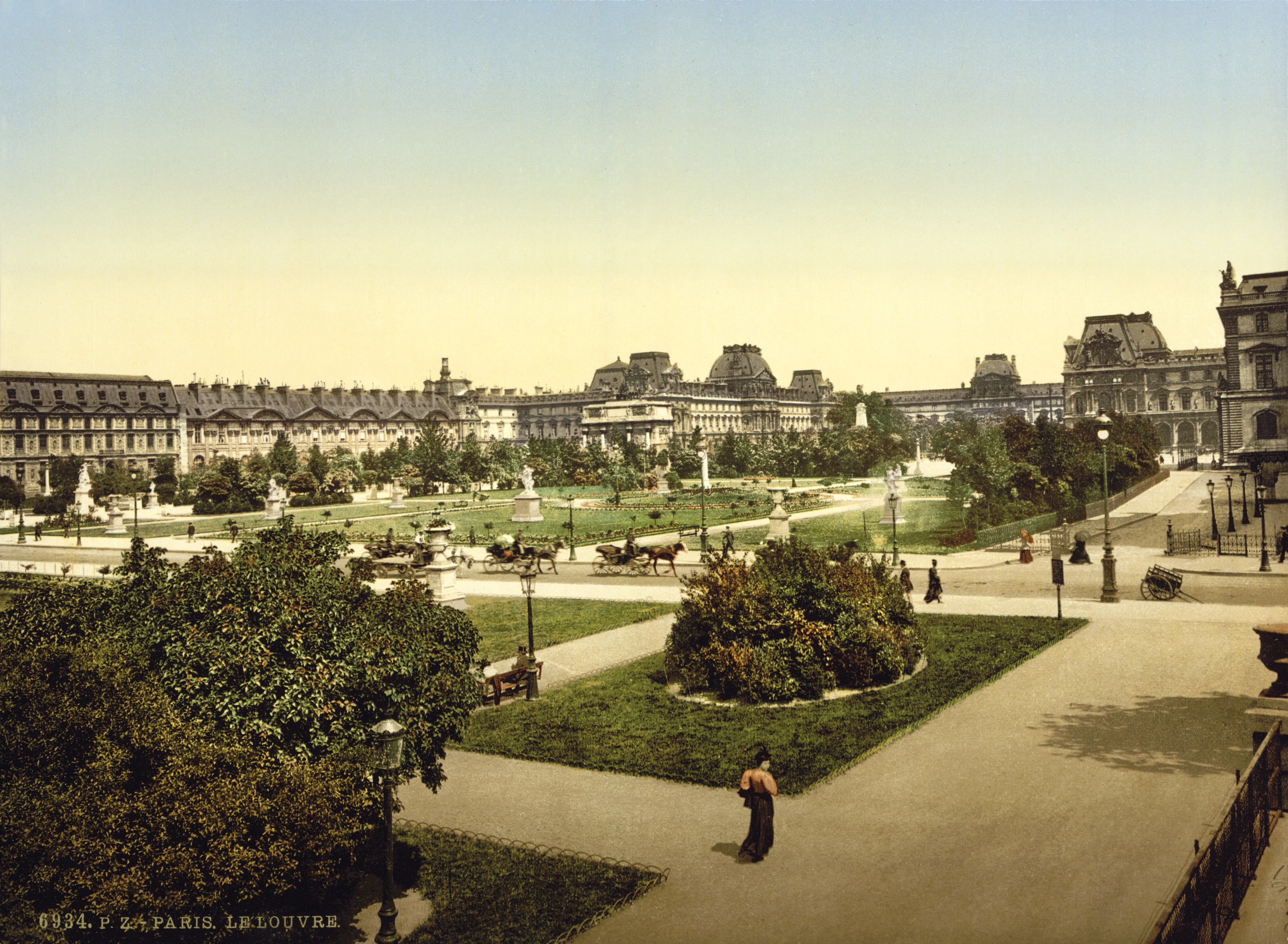
Gravure du jardin du Carrousel en 1895.
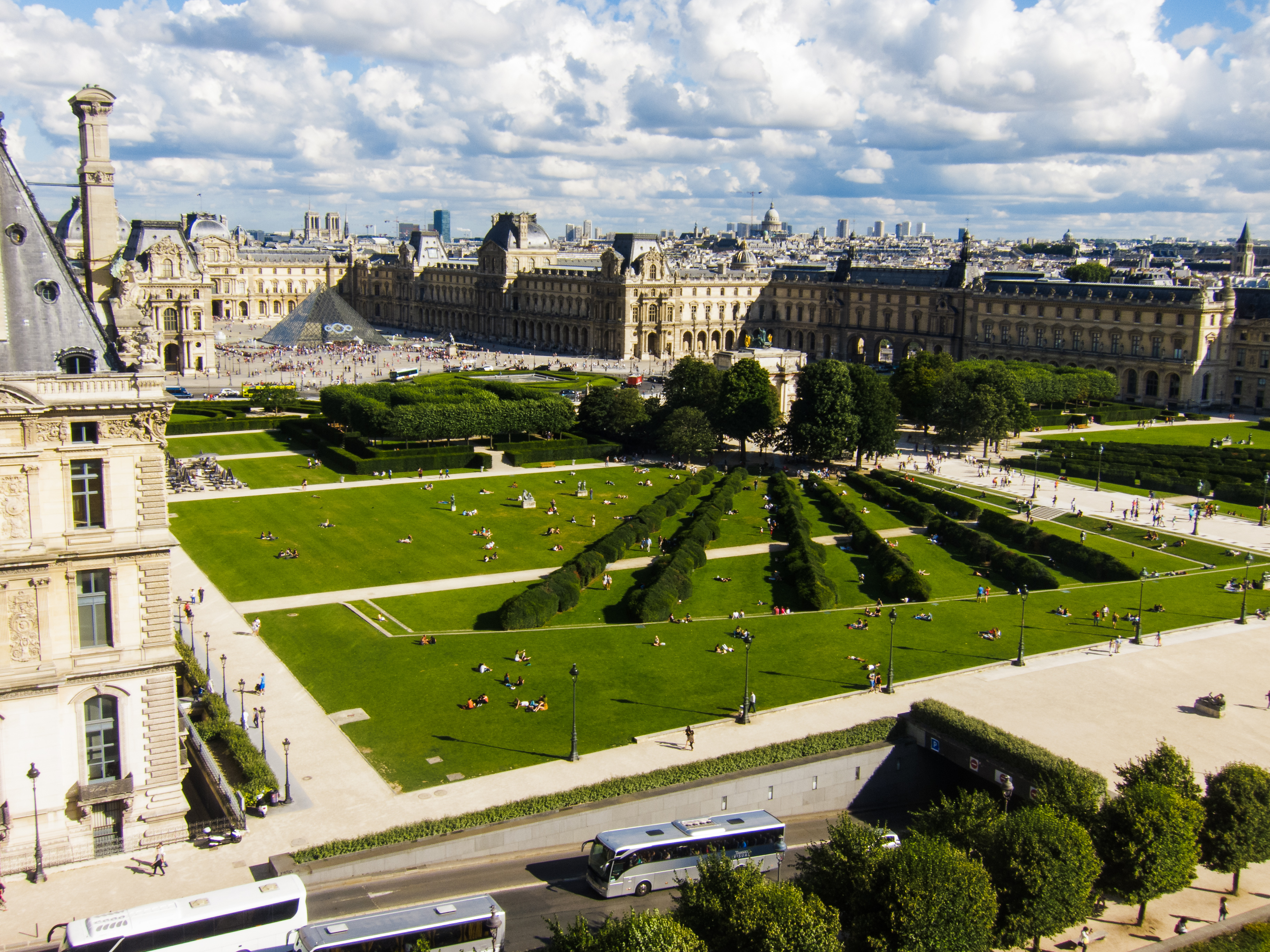
Le jardin en 2013.

## Bâtiments remarquables et lieux de mémoire

### Statues
L'Histoire et La France Victorieuse, œuvres d'Antoine-François Gérard, encadre l'arc de triomphe du Carrousel qui marque l'entrée principale du jardin.
Depuis 1964, le jardin du Carrousel est décoré d'une vingtaine de statues du sculpteur français Aristide Maillol.
| Nom de l’œuvre                        | Année de création | Localisation                |
| ------------------------------------- | ----------------- | --------------------------- |
| L'Action enchaînée                    | 1905              | 48° 51′ 45″ N, 2° 20′ 03″ E |
| L'Air                                 | 1938              | 48° 51′ 45″ N, 2° 19′ 53″ E |
| La Baigneuse aux bras levés           | 1921              | 48° 51′ 44″ N, 2° 19′ 56″ E |
| La Baigneuse drapée                   | 1937              | 48° 51′ 45″ N, 2° 19′ 58″ E |
| La Douleur                            | 1912              | 48° 51′ 41″ N, 2° 19′ 55″ E |
| L'Été                                 | 1910              | 48° 51′ 42″ N, 2° 19′ 56″ E |
| Flore                                 | 1910              | 48° 51′ 42″ N, 2° 19′ 55″ E |
| L'Hommage à Cézanne                   | 1912              | 48° 51′ 46″ N, 2° 19′ 53″ E |
| Jeune Fille allongée                  | 1921              | 48° 51′ 41″ N, 2° 19′ 54″ E |
| La Méditerranée                       | 1905              | 48° 51′ 44″ N, 2° 20′ 00″ E |
| La Montagne                           | 1925              | 48° 51′ 45″ N, 2° 19′ 58″ E |
| Le Monument aux morts de Port-Vendres | 1923              | 48° 51′ 42″ N, 2° 19′ 51″ E |
| La Nuit                               | 1909              | 48° 51′ 40″ N, 2° 19′ 57″ E |
| La Nymphe                             | 1930              | 48° 51′ 44″ N, 2° 19′ 57″ E |
| Pomone                                | 1910              | 48° 51′ 42″ N, 2° 19′ 56″ E |
| Pomone drapée                         | 1921              | 48° 51′ 41″ N, 2° 19′ 54″ E |
| La Rivière                            | 1938              | 48° 51′ 43″ N, 2° 19′ 52″ E |
| Les Trois Grâces                      | 1938              | 48° 51′ 45″ N, 2° 19′ 58″ E |
| Vénus                                 | 1928              | 48° 51′ 44″ N, 2° 19′ 57″ E |
| L'Île-de-France                       |                   | 48° 51′ 43″ N, 2° 19′ 54″ E |

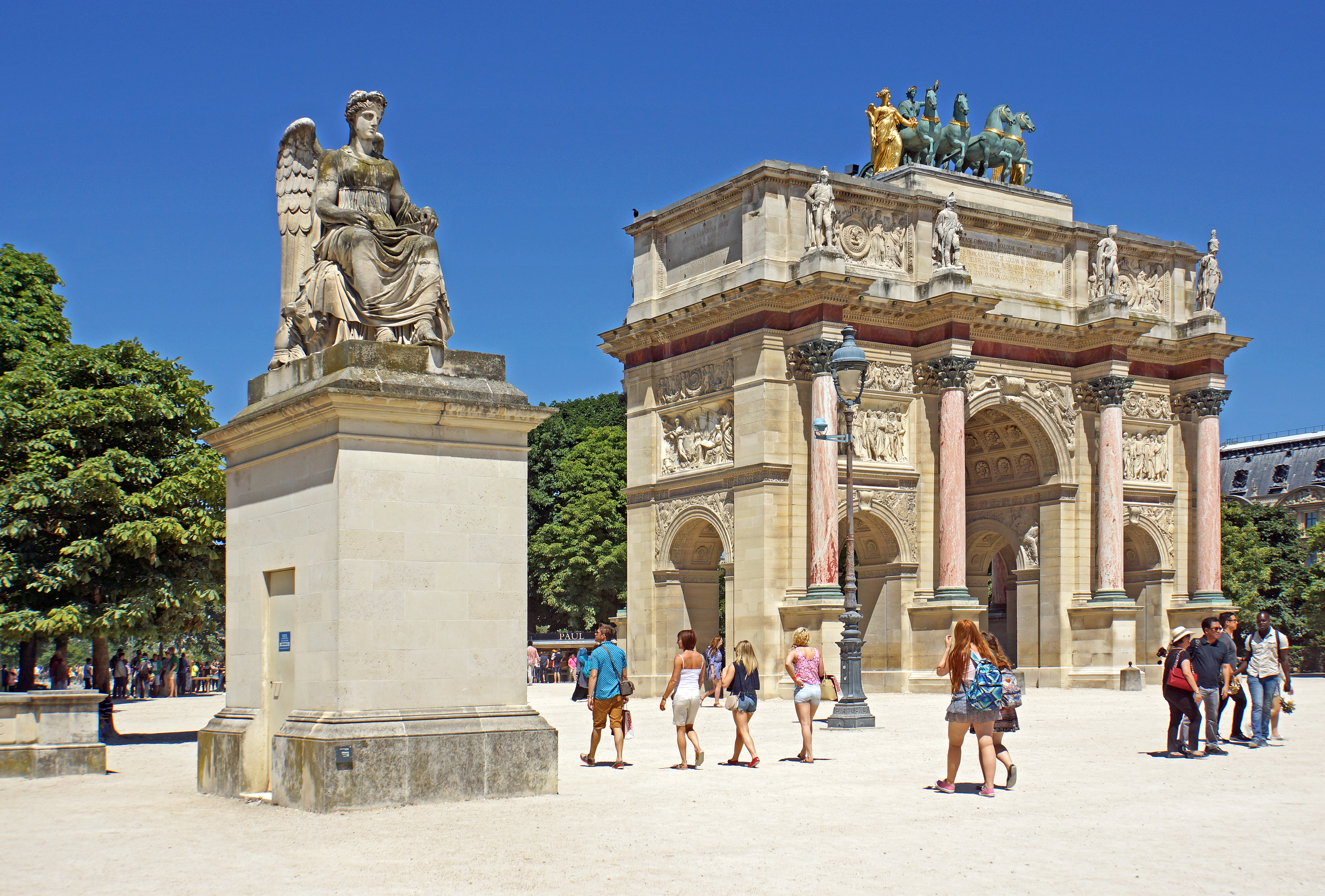
L'histoire d'Antoine-François Gérard et l'arc de triomphe du Carrousel.

Par Aristide Maillol

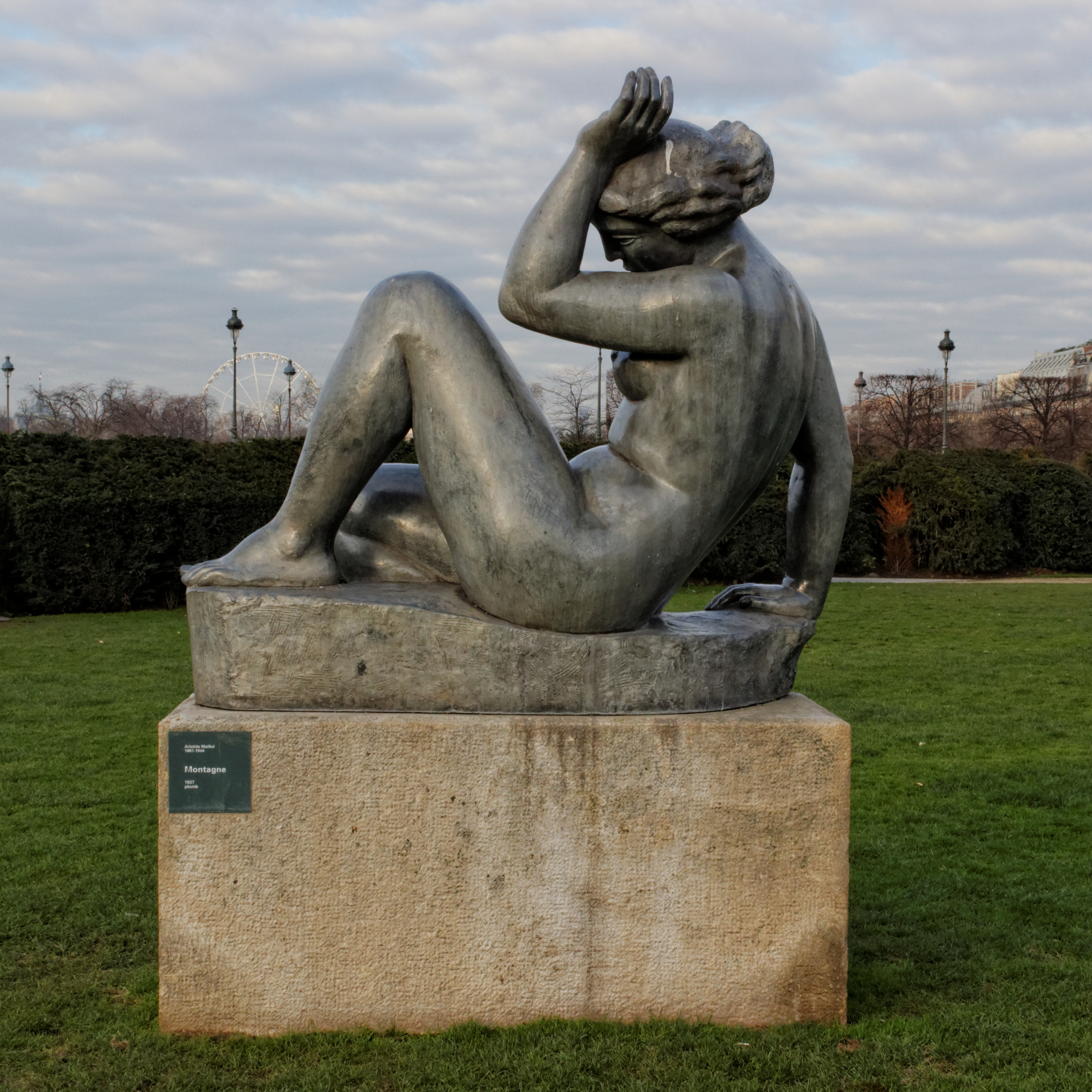
La Montagne (1937).
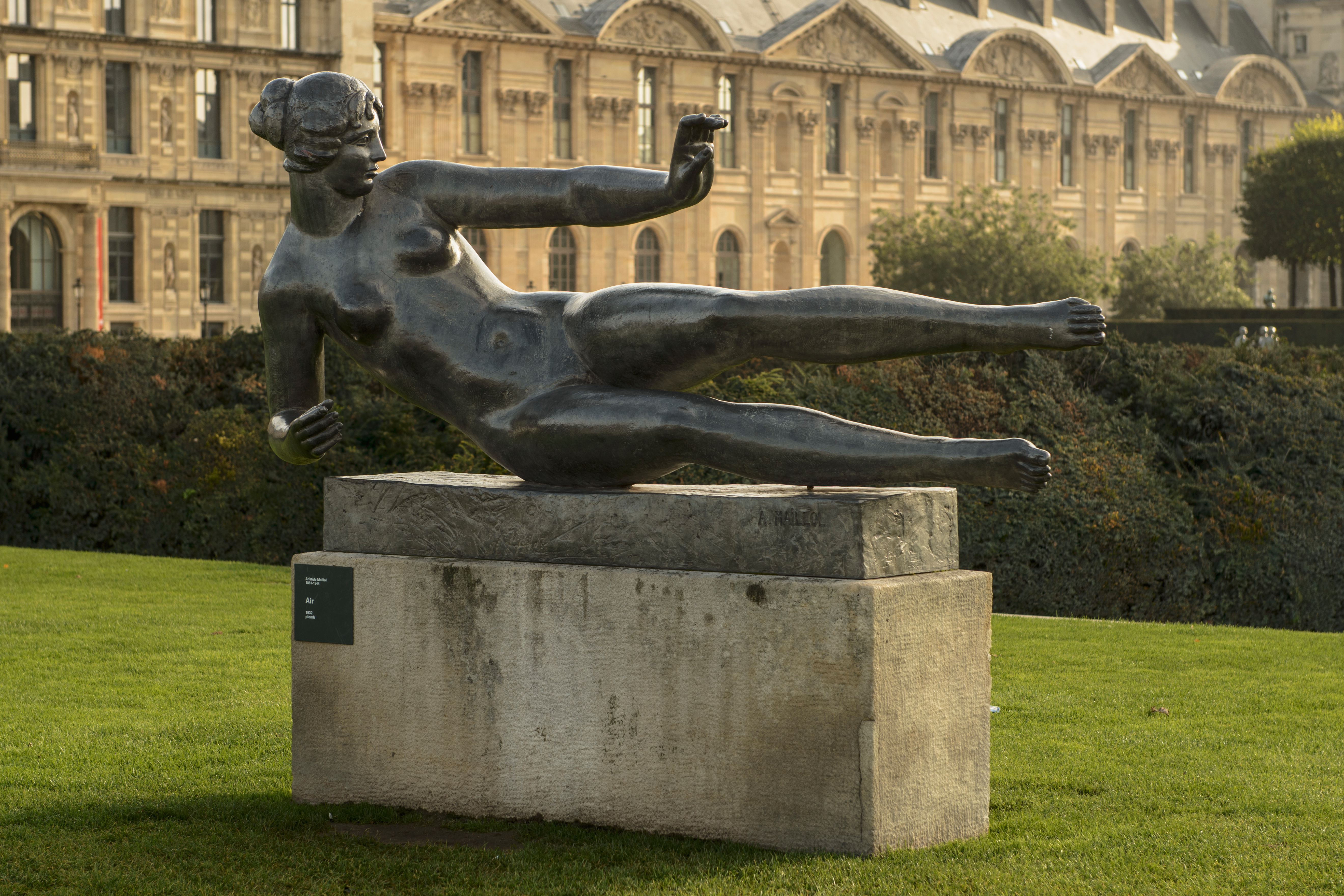
L’Air (1938).
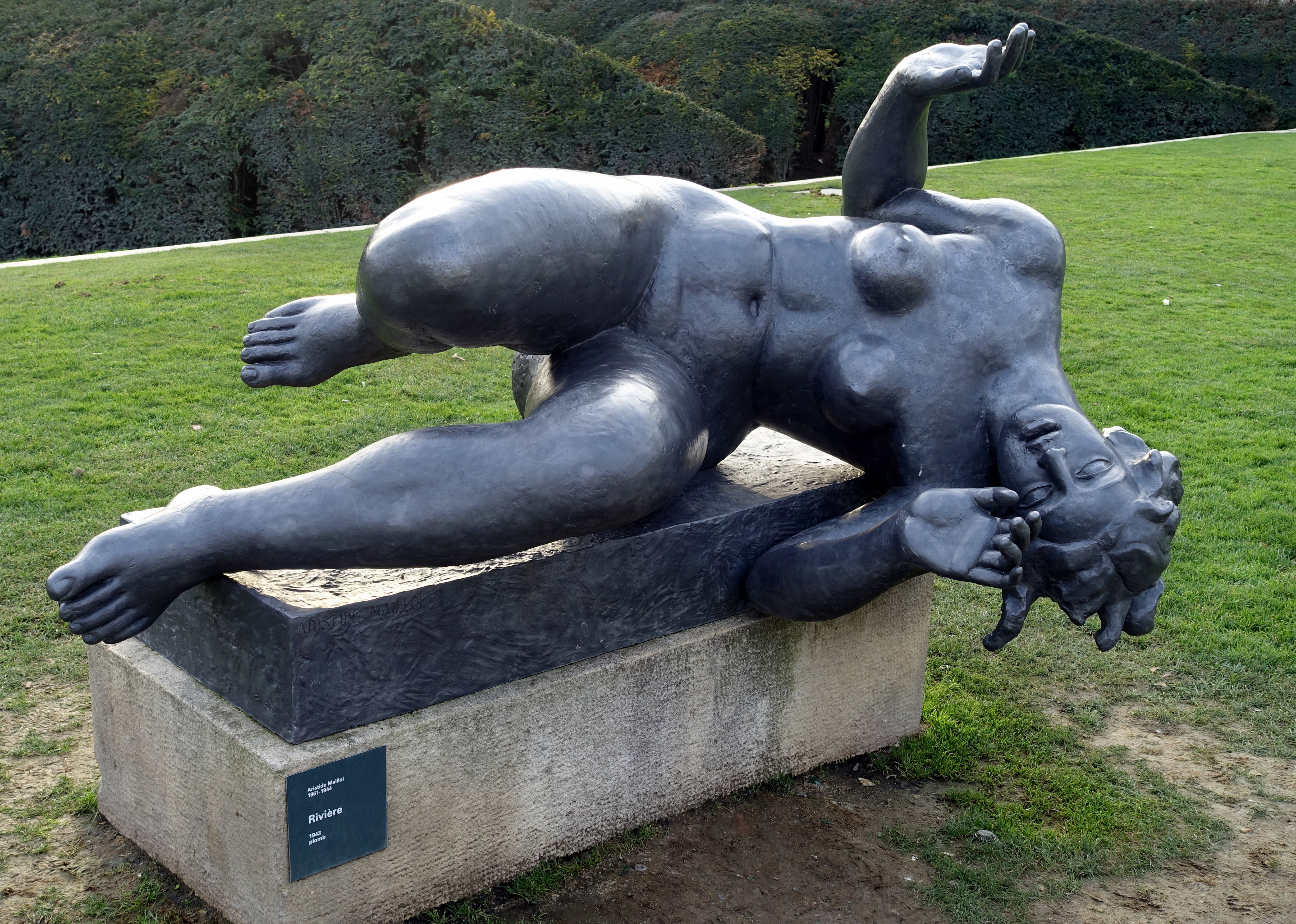
La Rivière (1938).
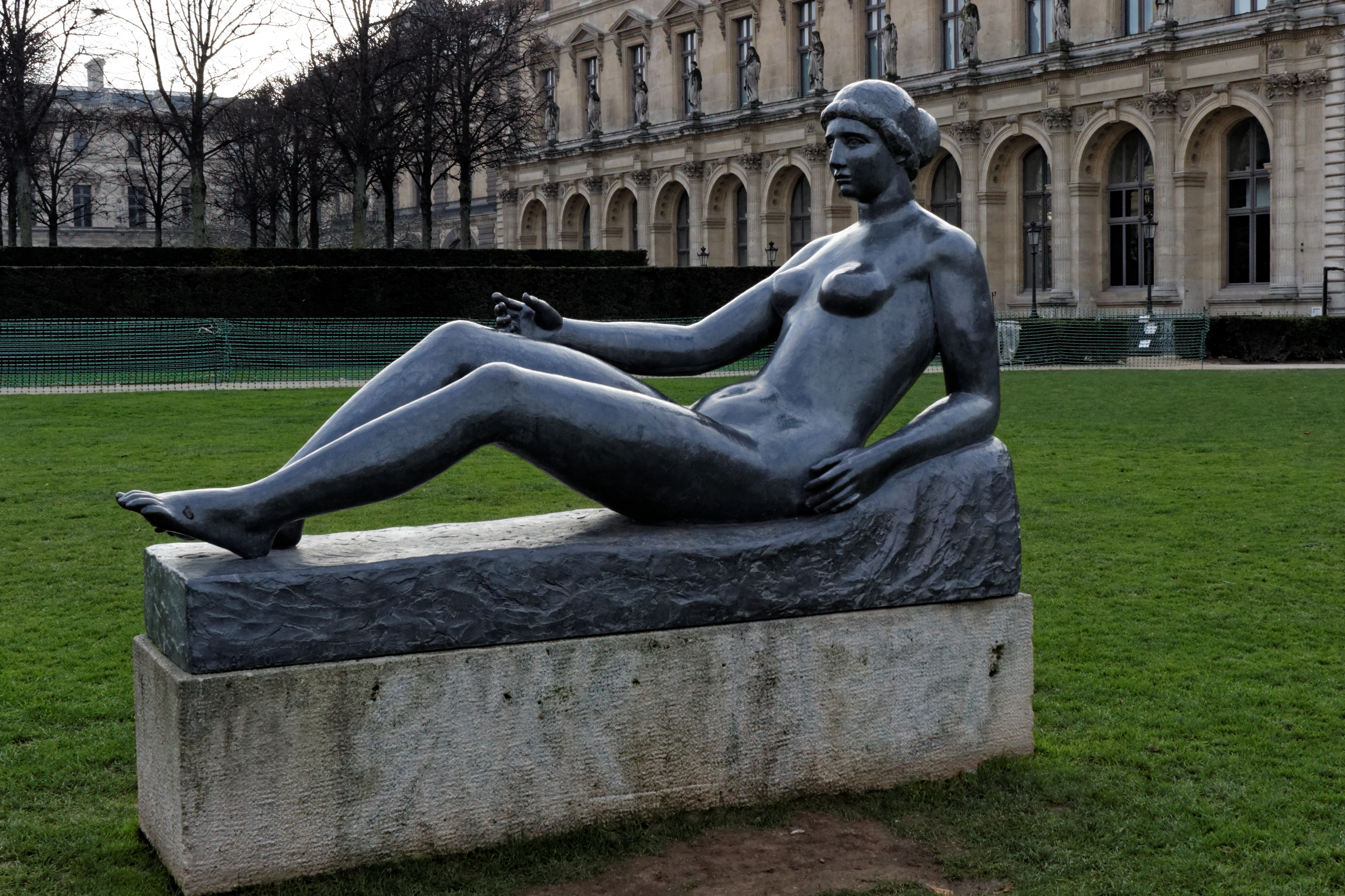
Jeune fille allongée (1921).
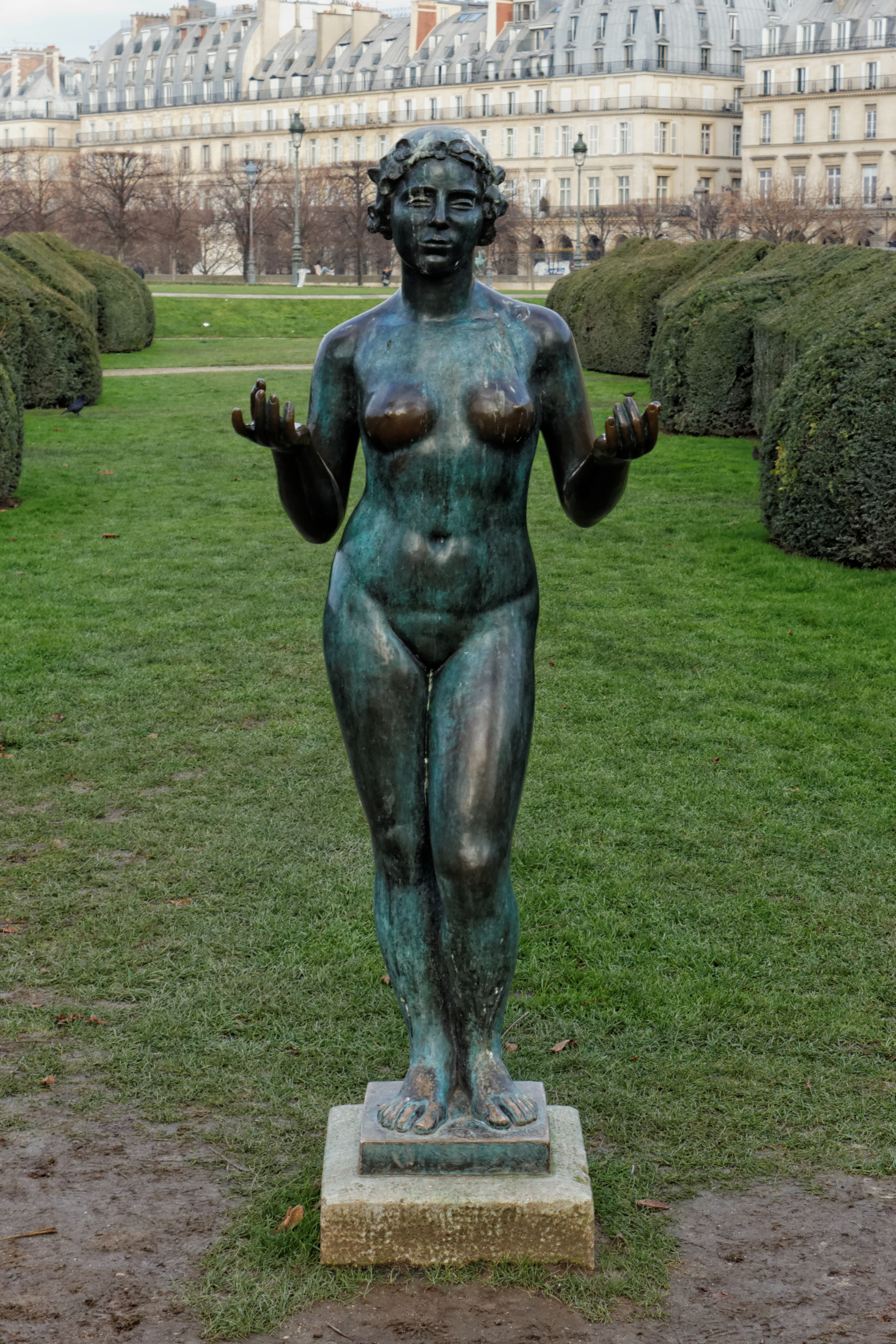
La Nymphe (1930).
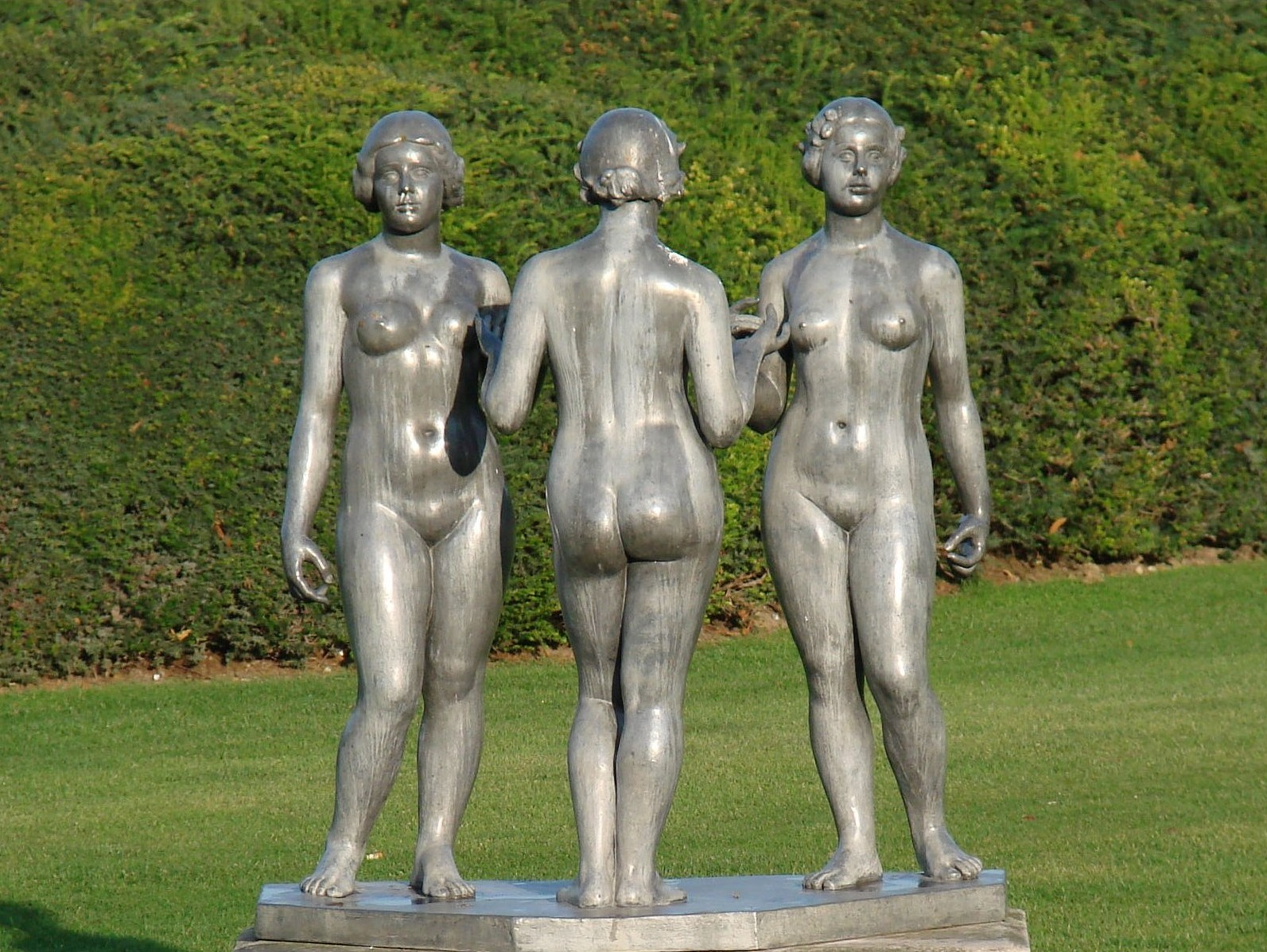
Les Trois Grâces (1938).